# Торран, Марион
Марион Торран (фр. Marion Torrent; род. 17 апреля 1992, Шалон-ан-Шампань) — французская футболистка, защитник клуба «Монпелье».

## Карьера
Марион начала профессиональную карьеру в молодежном футбольном клубе «Шалон-ан-Шампань», в 1998 году. В 1999 году перешла в ФК «Люин».

С 2004 по 2007 года выступала за молодежный состав ФК «Монпелье», в 2007 перешла в основной состав, где играет на данный момент.
В 2008 году провела 4 матча за сборную Франции (до 16 лет). С 2017 года выступает за взрослую сборную.